# Варанаси
Варанаси (сан. वाराणसी, познат и као Бенарес) је најсветији хиндуски град. Налази се на реци Ганг у индијској држави Утар Прадеш.Један је од најстаријих стално настањених градова света. Представља културни и верски центар хиљадама година. Шире градско подручје има 1.371.749 становника (2001), а уже градско подручје 1.100.748 становника. 

## Историја
Не зна се тачно како је град основан, али по миту град је основао Шива. Варанаси представља један од осам светих хиндуских места. Током живота Гаутама Буде Варанаси је био главни град краљевства Каши. Будина прва проповед је била у оближњем граду Сарнату. После муслиманских освајања град је лагано пропадао после неколико пљачки. Град, који је био симбол хиндуизма најпре су разориле муслиманске хорде Махмуда Газнија 1033. Сви хиндуски храмови су тада били уништени, а материјал је кориштен за градњу џамија. Током власти могулског цара у 16. веку Акбара Великог било је релативно добро, али крајем 16 века могулски цар Аурангзеб је поновио са разарањима. Аурангзеб је град прозвао Мухамадабад. У то време су хиндуски учени људи побегли из земље. Варанаси је постао независно краљевство у 18. веку. Током британске власти остао је комерцијални и верски центар. Британци су 1910. прогласили нову индијску државу Варанаси са седиштем у Рамнагару.

## Свети град
Сматра се насветијим местом за ходочашћа хиндуса. Више од милион ходочасника га посети током године. У граду се налази храм Каши Вишванат, за који се сматра да садржи једну од реикарнације Шиве. Хиндуси верују да купање у Гангу помаже да се очисте греси. У близини града се налази Сармат, место где је Буда први пут проповедао принципе будизма. То представља једно од четири места које ходочасте будисти. Дамек ступа означава место где је Будапо први пут проиповедао. 

### Храмови
Варанаси је град храмова. Каши Вишванат храм (зван и Златни храм) је поново саграђен у садашњем облику 1780. Тај храм је од највећег значаја, јер се сматра да се ту налазе посмртни остаци једне од реинкарнација хиндуског бога Шиве. Могулски цар Аурангзеб је био разорио претходни храм и саградио џамију на том месту. Поново је саграђен крај џамије и сталан је извор сукоба муслимана и хиндуса.
Дурга храм (зван и храм мајмуна) саграђен је у 18. веку. Према легенди статуа божице Дурге се сама појавила у храму.

## Терористички напад 2006.
Терористи су 7. марта 2006. поставили 4 бомбе, које су усмртиле 20 људи, а ранили многе. Непозната исламска група преузела је одговорност за напад, а индијска истрага указује на једну пакистанску терористичку организацију. 

## Географија

### Клима
| Клима (Варанаси)   | Клима (Варанаси) | Клима (Варанаси) | Клима (Варанаси) | Клима (Варанаси) | Клима (Варанаси) | Клима (Варанаси) | Клима (Варанаси) | Клима (Варанаси) | Клима (Варанаси) | Клима (Варанаси) | Клима (Варанаси) | Клима (Варанаси) | Клима (Варанаси) |
| Показатељ \ Месец  | .Јан.            | .Феб.            | .Мар.            | .Апр.            | .Мај.            | .Јун.            | .Јул.            | .Авг.            | .Сеп.            | .Окт.            | .Нов.            | .Дец.            | .Год.            |
| ------------------ | ---------------- | ---------------- | ---------------- | ---------------- | ---------------- | ---------------- | ---------------- | ---------------- | ---------------- | ---------------- | ---------------- | ---------------- | ---------------- |
| [ тражи се извор ] |                  |                  |                  |                  |                  |                  |                  |                  |                  |                  |                  |                  |                  |

## Становништво
Према незваничним резултатима пописа, у граду је 2011. живело 1.201.815 становника.
| 1991.   | 2001.     | 2011.     |
| ------- | --------- | --------- |
| 940.778 | 1.091.918 | 1.201.815 |